# Tambja gratiosa
Tambja gratiosa är en snäckart som först beskrevs av Bergh 1890.  Tambja gratiosa ingår i släktet Tambja och familjen Polyceridae. Inga underarter finns listade i Catalogue of Life.